# Schweizer Radio und Fernsehen

Logo SRF

Schweizer Radio und Fernsehen (SRF) je švýcarská televizní a rozhlasová společnost, část mediální společnosti SRG SSR, vytvořená 1. ledna 2011 sloučením společností Schweizer Radio DRS (SR DRS) a Schweizer Fernsehen (SF). Zajišťuje výrobu televizního a rozhlasového vysílání v němčině.

## Vysílání

### Rozhlas
- Radio SRF 1
- Radio SRF 2 Kultur
- Radio SRF 3
- Radio SRF 4 News
- Radio SRF Virus
- Radio SRF Musikwelle

### Televize
- SRF 1
- SRF zwei
- SRF info

### Spolupráce
SRF spolupracuje s ARD, ZDF a ORF na vysílání německojazyčného kanálu 3sat a poskytuje jednotlivé pořady pro vysílání společného německo-francouzského televizního kulturního kanálu ARTE.